# ベッドフォード郡 (バージニア州)
ベッドフォード郡（英: Bedford County）は、アメリカ合衆国バージニア州の中央部に位置する郡である。2010年国勢調査での人口は68,676人であり、2000年の60,371人から13.8%増加した。郡庁所在地はベッドフォード（人口6,222人）である。2011年9月14日、ベッドフォード市政委員会が投票で「町」への移行を決め、独立市の状態を終わらせた。ベッドフォード郡郡政委員会も投票でベッドフォード市が「市」ではなくなった時に郡内に受け入れることを承認した。2013年7月1日にベッドフォード郡の一部となった。
ベッドフォード郡はリンチバーグ大都市圏に属している。

## 歴史
ピードモント台地には昔から先住民族が住んでいた。ヨーロッパ人と接触した時には、大半がスー語族の部族がこの地域に住んでいた。
ベッドフォード郡は1753年12月13日に、ルーネンバーグ郡から分離し、ヨーロッパ系アメリカ人によって設立された。郡名は、イギリスの国務大臣だった第4代ベッドフォード公爵ジョン・ラッセルに因んで名付けられた。1782年、郡内からキャンベル郡が設立された。また1786年にはフランクリン郡も設立された。

## 見どころ
- スミスマウンテン湖
- オッター峰
- ナショナルDデイ記念碑
- ポプラの森

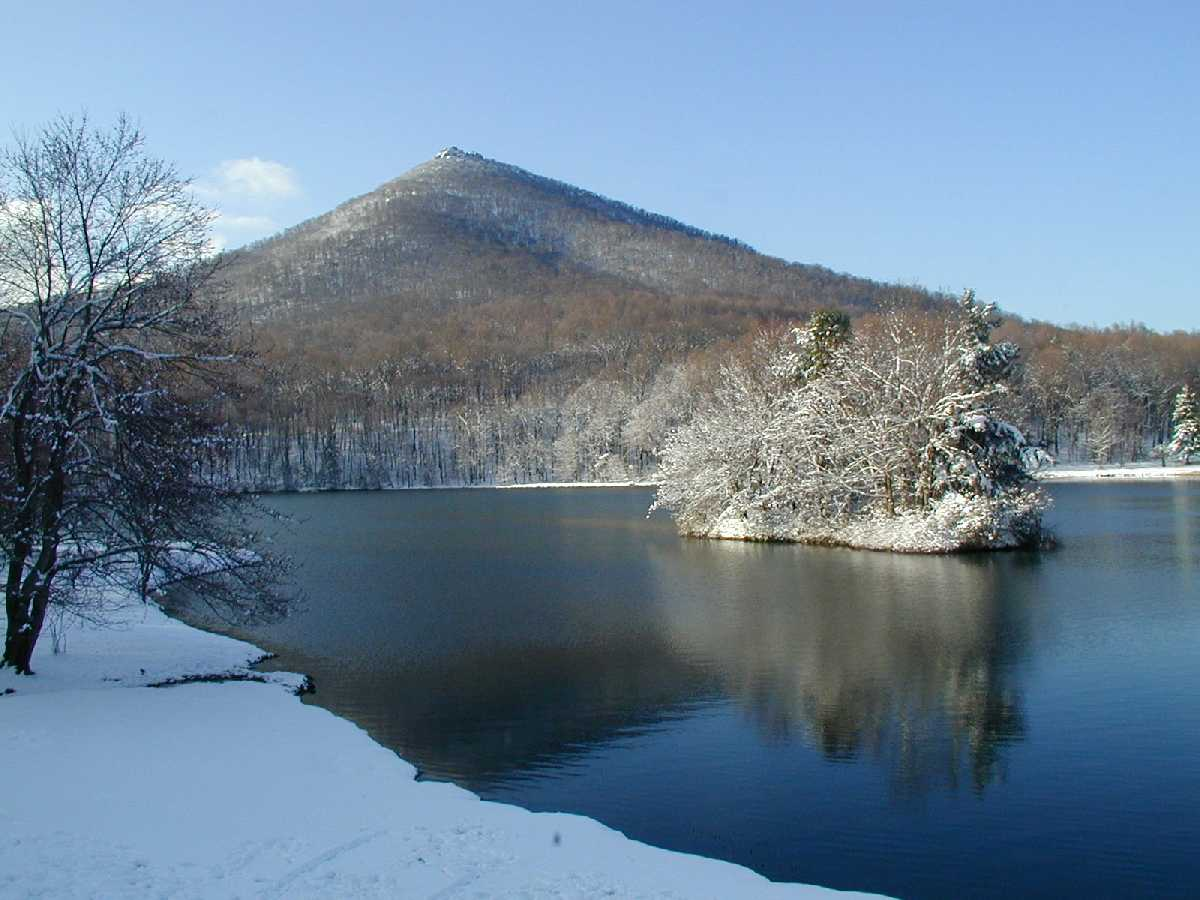
オッター峰

- ビール暗号、郡内のどこかに埋められた宝と考えられるもののキー、19世紀から狩猟者たちを惹きつけてきた

## 地理
アメリカ合衆国国勢調査局に拠れば、郡域全面積は769平方マイル (1,991.7 km2)であり、このうち陸地754平方マイル (1,952.9 km2)、水域は15平方マイル (38.8 km2)で水域率は1.92%である。

### 主要高規格道路
- アメリカ国道221号線
- アメリカ国道460号線
- アメリカ国道501号線
- バージニア州道24号線
- バージニア州道43号線
- バージニア州道122号線

### 隣接する郡と独立市
- ロックブリッジ郡 - 北
- アマースト郡 - 北東
- リンチバーグ市 - 東
- キャンベル郡 - 南東
- ピットシルベニア郡 - 南
- フランクリン郡 - 南西
- ロアノーク郡 - 西
- ボトトート郡 - 北西

### 国立保護地域
- ブルーリッジ・パークウェイ（部分）
- ジェファーソン国立の森（部分）

## 人口動態
以下は2000年国勢調査による人口統計データである。
| 基礎データ - 人口: 60,371人 - 世帯数: 23,838 世帯 - 家族数: 18,164 家族 - 人口密度: 31人/km2（80人/mi2） - 住居数: 26,841軒 - 住居密度: 14軒/km2（36軒/mi2） 人種別人口構成 - 白人: 92.18% - アフリカン・アメリカン: 6.24% - ネイティブ・アメリカン: 0.20% - アジア人: 0.43% - 太平洋諸島系: 0.01% - その他の人種: 0.20% - 混血: 0.74% - ヒスパニック・ラテン系: 0.74% 先祖による構成 - アメリカ人：28.2% - イギリス系：15.6% - ドイツ系：11.0% - アイルランド系：9.6% 年齢別人口構成 - 18歳未満: 24.0% - 18-24歳: 5.8% - 25-44歳: 29.9% - 45-64歳: 27.5% - 65歳以上: 12.8% - 年齢の中央値: 40歳 - 性比（女性100人あたり男性の人口） - 総人口: 99.5 - 18歳以上: 97.5 | 世帯と家族（対世帯数） - 18歳未満の子供がいる: 32.5% - 結婚・同居している夫婦: 65.4% - 未婚・離婚・死別女性が世帯主: 7.5% - 非家族世帯: 23.8% - 単身世帯: 20.2% - 65歳以上の老人1人暮らし: 7.3% - 平均構成人数 - 世帯: 2.52人 - 家族: 2.89人 収入と家計 - 収入の中央値 - 世帯: 43,136米ドル - 家族: 49,303米ドル - 性別 - 男性: 35,117米ドル - 女性: 23,906米ドル - 人口1人あたり収入: 21,582米ドル - 貧困線以下 - 対人口: 7.1% - 対家族数: 5.2% - 18歳未満: 8.3% - 65歳以上: 10.5% |

## 経済
ベッドフォード郡は昔から農業経済だった。現在でも農業が重要な要素であるが、リンチバーグ市、ロアノーク市、スミスマウンテン湖のためにかなりの住宅開発が進んできた。観光業と小売業も重要になってきている。

## 政治
*1968年アメリカ合衆国大統領選挙では独立系のジョージ・ウォレスを一番に推した

## 町
- ベッドフォード（郡庁所在地）
- ビッグアイランド
- チャブリスバーグ
- フォレスト
- グッド
- ハーディ
- ハドルストン
- モニータ
- モントベイル
- ニューロンドン
- スチュワーツビル
- サクストン